# Calathea makoyana
Calathea makoyana là một loài thực vật có hoa trong họ Marantaceae. Loài này được E.Morren mô tả khoa học đầu tiên năm 1872.

## Hình ảnh

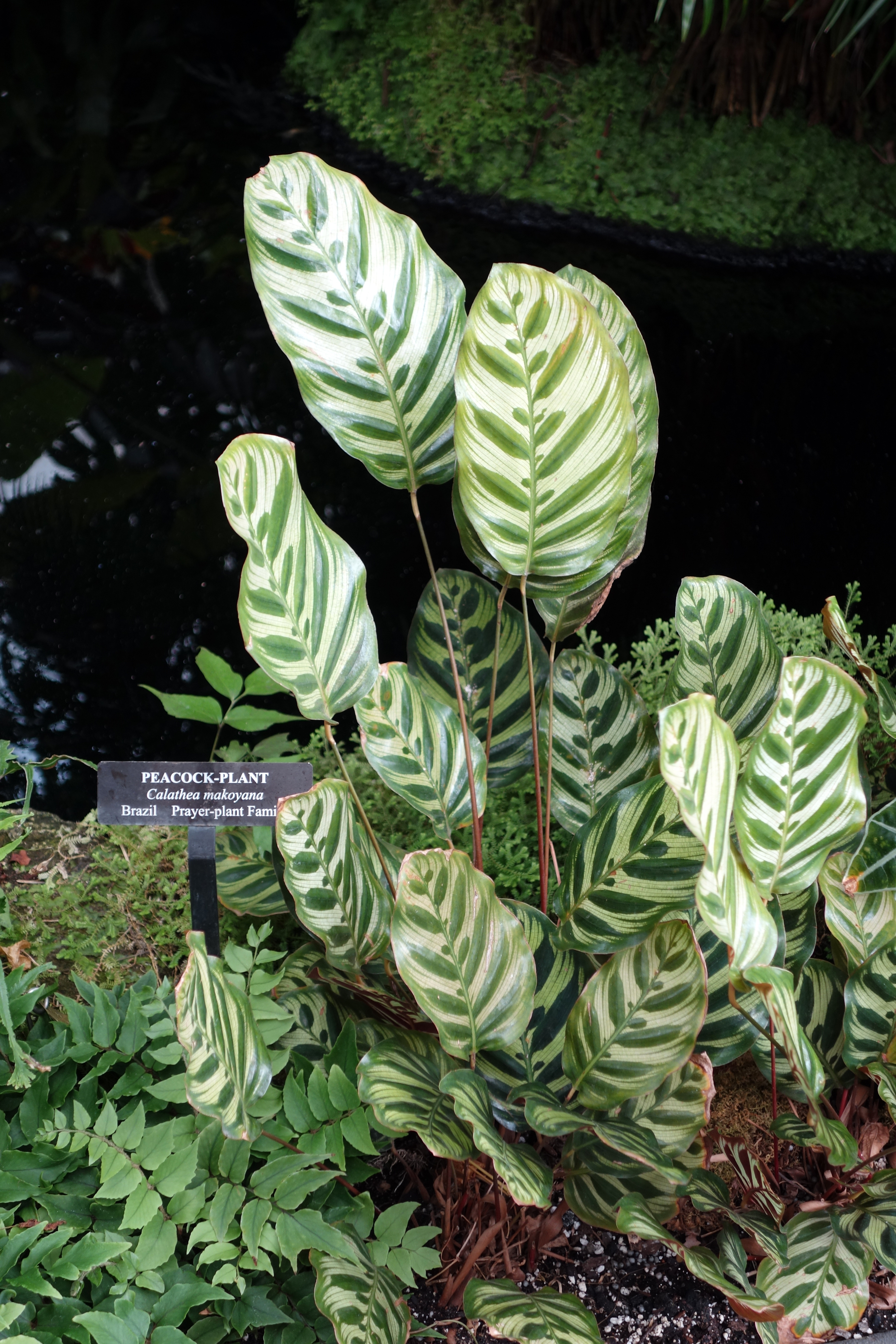
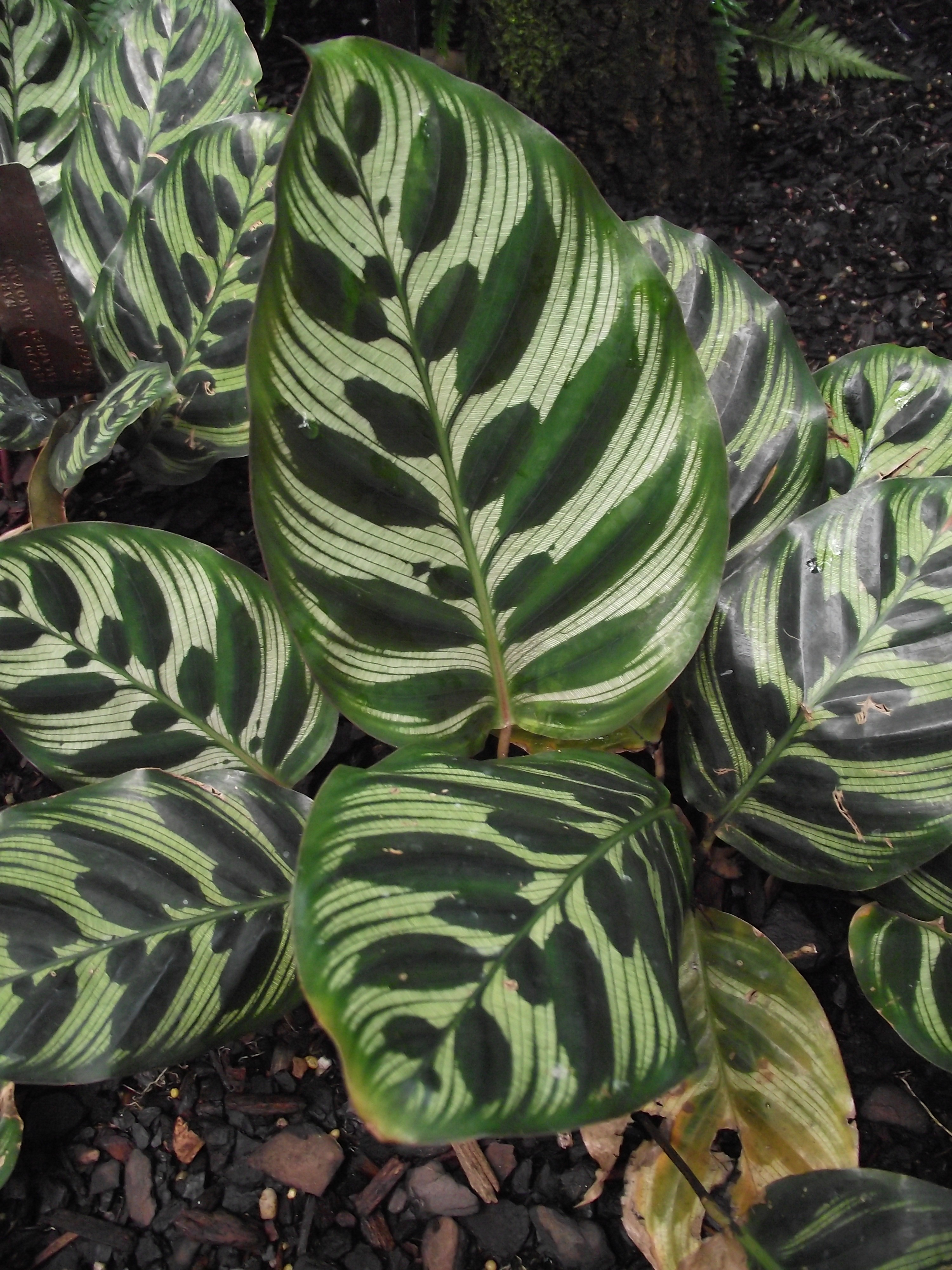
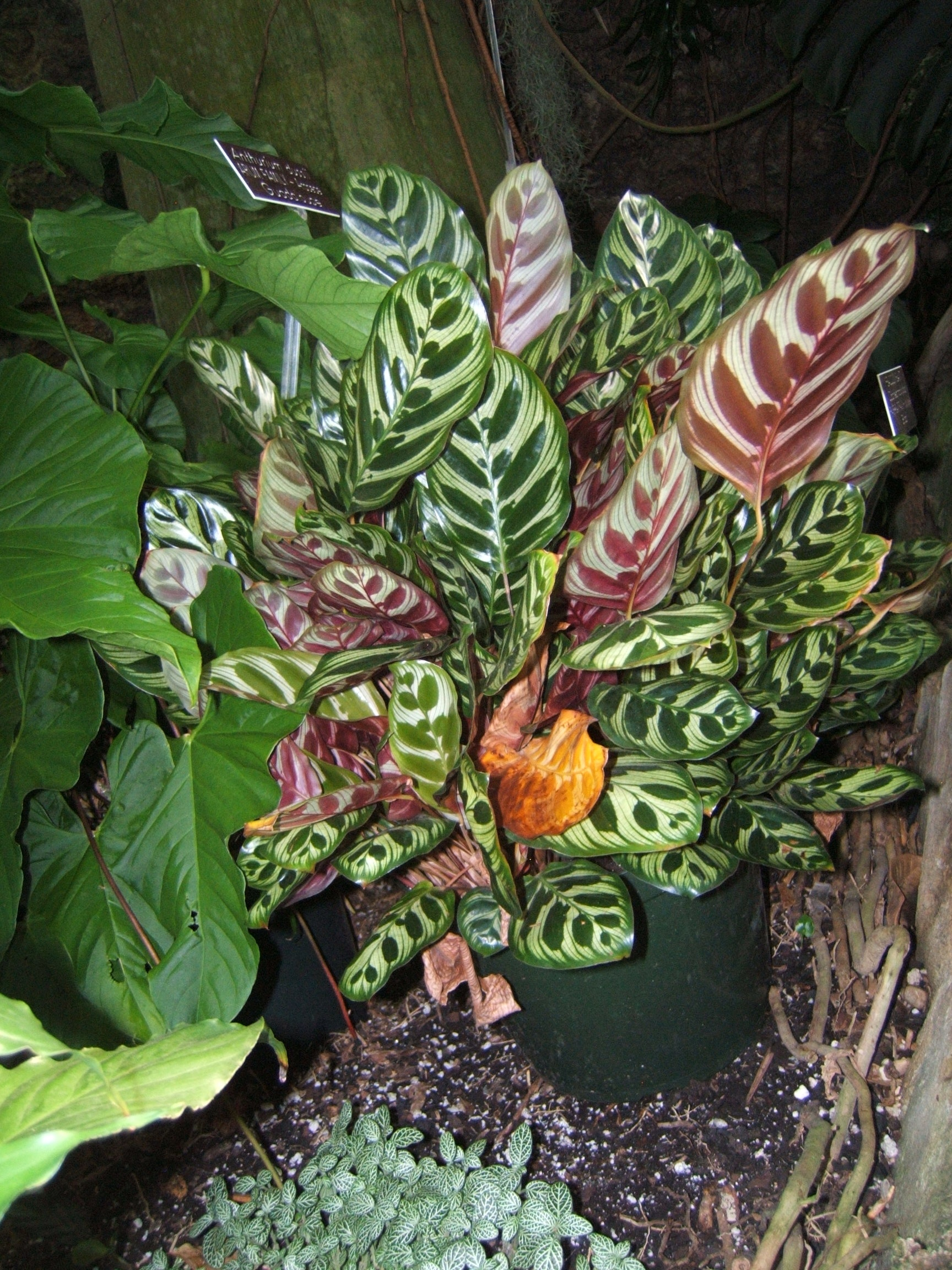
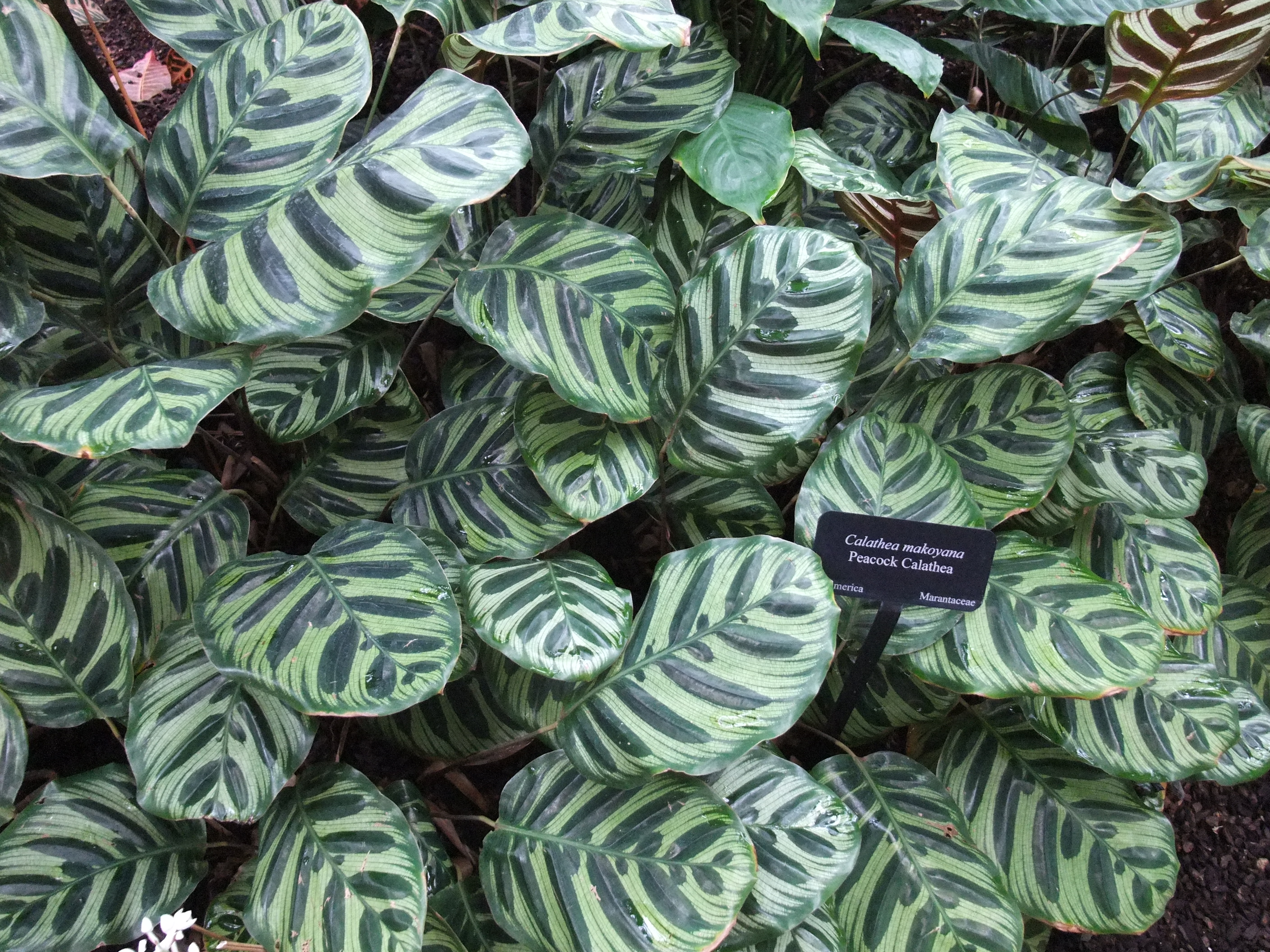